# سد احمد کندی
 سد احمد کندی  یکی از سدهای در حال بهره برداری استان زنجان است.